# Omar Prego Gadea

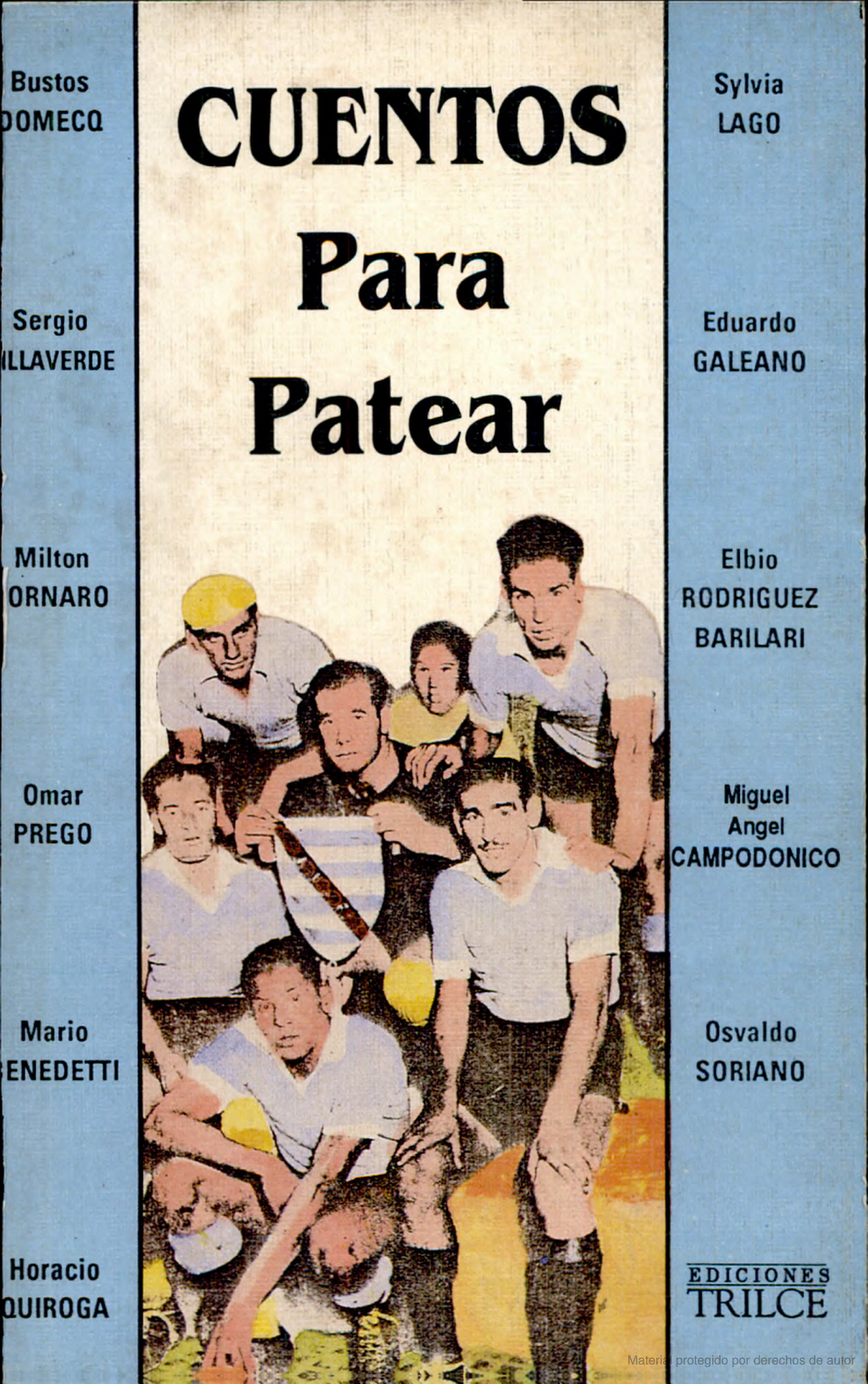
Tapa de libro publicado por Ediciones Trilce (Montevideo, Uruguay). Omar Prego Gadea fue un escritor y periodista uruguayo.

Omar Prego Gadea (17 de junio de 1927 - 28 de enero de 2014) fue un escritor y periodista uruguayo.

## Biografía
Nació el 17 de junio de 1927 en Cerro Colorado, en el departamento de Florida, Uruguay.
Fue periodista entre 1952 a 1956 para el semanario "Marcha", donde conoció al periodista Carlos Quijano y al escritor Juan Carlos Onetti quien fue amigo íntimo durante su vida; en el breve período que se editó el diario Tribuna, continuador de La Tribuna Popular a partir de 1960 y fundado por el Dr. Pedro P. Berro (político y empresario),  Omar Prego fue Subsecretario de Redacción, y de 1962 a 1972 se desempeñó como jefe de redacción de "El Diario". Luego del golpe de Estado de 1973, viajó a Francia, donde permaneció desde 1974 hasta 1987. Estando en dicho país, trabajó para la Agencia France Presse como jefe del Servicio Latinoamericano. Cuando regresó a Uruguay, ocupó el cargo de Director para el semanario "Zeta" y fue parte del Consejo Editorial de "Cuadernos de Marcha", también trabajando para la editorial Trilce.
También publicó novelas de ficción y breves relatos como Los dientes del viento de 1969, Solo para exiliados de 1987 y El sueño del justo de 1998. En sus obras destacan también Último domicilio conocido de 1990, Para sentencia de 1994, Nunca segundas muertes de 1995, Delmira 1996 e Igual que una sombra de 1998.Buena parte de sus escritos se enmarcan en la novela policial, lo que lo convierte en un referente en la literatura uruguaya.
Falleció el 28 de enero de 2014, a la edad de 86 años en Montevideo, Uruguay.